# Anthomyia pollicata
Anthomyia pollicata este o specie de muște din genul Anthomyia, familia Anthomyiidae, descrisă de Griffiths în anul 2001.
Este endemică în Oregon. Conform Catalogue of Life specia Anthomyia pollicata nu are subspecii cunoscute.